# Sally Seltmann
Sally Mary Seltmann, nota anche con lo pseudonimo di New Buffalo (Sydney, 11 settembre 1975), è una cantautrice australiana.

## Biografia
Dopo essere stata membro del gruppo Lustre 4, all'inizio degli anni 2000 Sally Seltmann ha pubblicato due album in studio sotto il nome di New Buffalo, The Last Beautiful Day e Somewhere, Anywhere; il secondo è stato candidato all'Australian Music Prize e ad un ARIA Music Award, nella categoria Miglior album adult contemporary. Sono seguiti due album firmati con il suo vero nome e due dischi con il gruppo Seeker Lover Keeper, fondato con le cantanti Sarah Blasko e Holly Throsby, entrambi entrati nella ARIA Albums Chart ed il primo certificato disco di platino in madrepatria.
Agli APRA Music Awards 2016 la cantante ha trionfato nella categoria Miglior canzone originale grazie a Dancing in the Darkness, composta da lei e il marito, utilizzata nella serie The Letdown. Alla medesima premiazione aveva già vinto due premi, rispettivamente nel 2001 e nel 2008.

## Discografia

### Album in studio
- 2004 – The Last Beautiful Day
- 2007 – Somewhere, Anywhere
- 2010 – Heart That's Pounding
- 2014 – Hey Daydreamer
- 2022 – Early Moon

### EP
- 2001 – About Last Night
- 2005 – New Buffalo

### Singoli
- 2007 – On My Own
- 2010 – Harmony to My Heartbeat